# Tofik Dibi

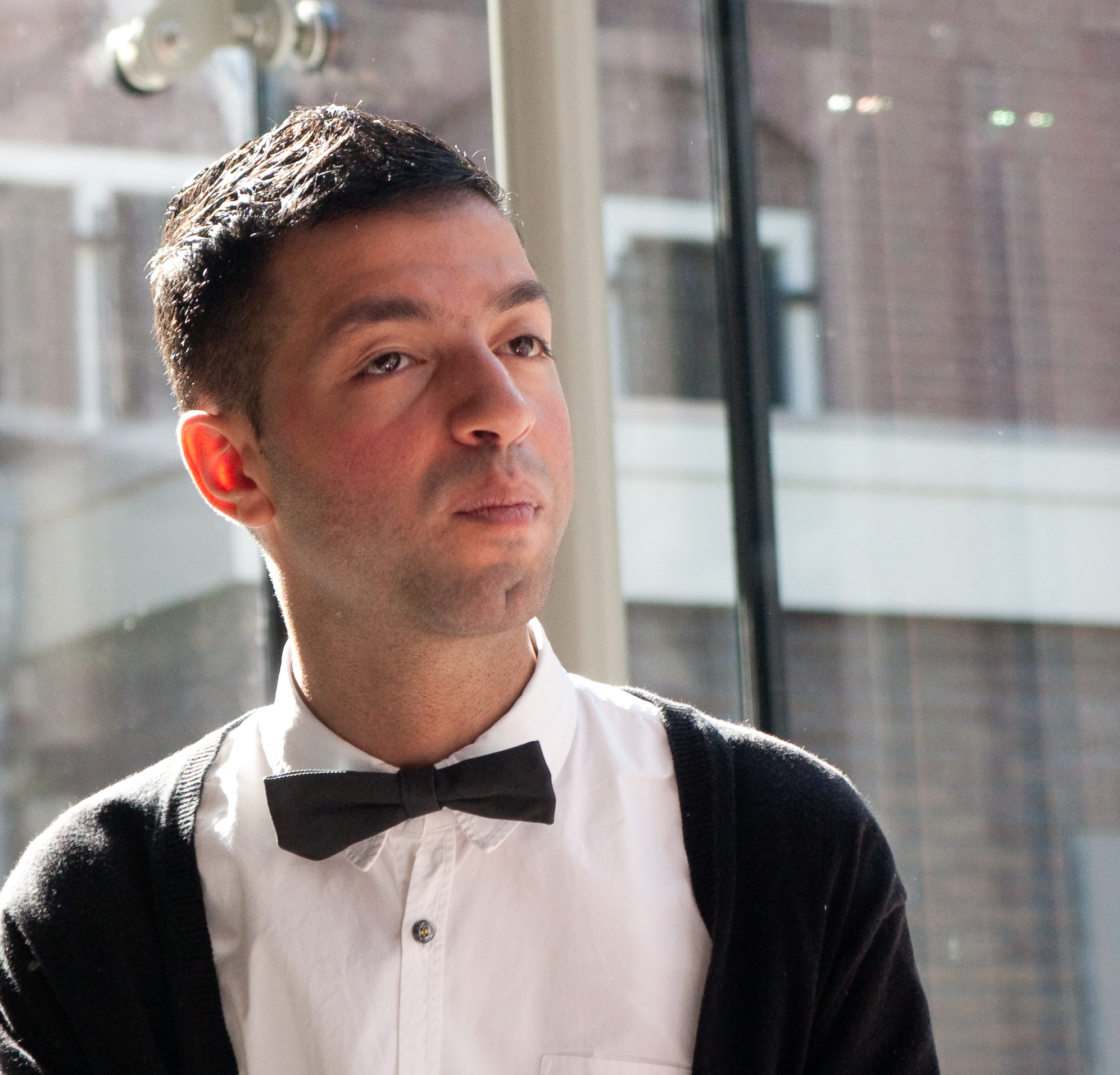
Tofik Dibi

Tofik Dibi (* 19. November 1980 in Vlissingen) ist ein niederländischer Politiker der GroenLinks.

## Leben
Von 2006 bis 2012 war Dibi Abgeordneter in der Zweiten Kammer der Generalstaaten. Nach dem Ausscheiden aus dem Parlament 2012 studierte er an der Universiteit van Amsterdam Medien- und Kulturwissenschaften. 2015 veröffentlichte er eine Autobiografie, in der er unter anderem seine verheimlichte Homosexualität zur Zeit seiner Abgeordnetentätigkeit thematisiert.

## Werke (Auswahl)
- 2015: Djinn, Autobiografie, Amsterdam, Uitgeverij Prometheus, ISBN 978-90-446-3044-2